# ATP Challenger Raʿanana
Das ATP Challenger Ra’anana (offizieller Name: Electra Israel Open) war ein Tennisturnier in Raʿanana, das 2015 und 2016 gespielt wurde. Es war Teil der ATP Challenger Tour und wurde im Freien auf Hartplatz ausgetragen.

## Liste der Sieger

### Einzel
| Jahr | Sieger                 | Finalgegner       | Ergebnis      |
| ---- | ---------------------- | ----------------- | ------------- |
| 2016 | Jewgeni Donskoi        | Ričardas Berankis | 6:4, 6:4      |
| 2015 | Nikolos Bassilaschwili | Lukáš Lacko       | 4:6, 6:4, 6:3 |

### Doppel
| Jahr | Sieger                                  | Finalgegner                    | Ergebnis          |
| ---- | --------------------------------------- | ------------------------------ | ----------------- |
| 2016 | Konstantin Krawtschuk Denys Moltschanow | Jonathan Erlich Philipp Oswald | 4:6, 7:61, [10:4] |
| 2015 | Mate Pavić Michael Venus                | Rameez Junaid Adil Shamasdin   | 6:1, 6:4          |